# Narodowa Akademia Sztuk Teatralnych i Filmowych im. Krystjo Sarafowa
Narodowa Akademia Sztuk Teatralnych i Filmowych im. Krystjo Sarafowa (NATFIZ; bułg. Националната академия за театрално и филмово изкуство „Кръстьо Сарафов“ – НАТФИЗ) – instytucja szkolnictwa wyższego z siedzibą w Sofii. Pierwszy bułgarski uniwersytet w dziedzinie sztuk teatralnych i filmowych, założony w 1948 roku. Jest jedyną publiczną i państwową instytucją tego typu w Bułgarii.

## Historia
Początkowo uczenia była dwuletnią szkołą teatralną przy Teatrze Narodowym im. Iwana Wazowa, w 1948 roku przekształciła się w pierwszą bułgarską Państwową Wyższą Szkołę Teatralną. W 1954 roku Państwowa Wyższa Szkoła Teatralna została przekształcona w Wyższy Instytut Sztuki Teatralnej im. Krystjo Sarafowa. Decyzją Zgromadzenia Narodowego z dnia 21 lipca 1995 roku Instytut został przekształcony w akademię pod obecną nazwą.

## Studia
Akademia oferuje swoim studentom wiele przedmiotów i programów, z których niektóre są unikatowe dla Bułgarii i mogą być studiowane tylko w NATFIZ. Uczelnia aktywnie angażuje się w wiele międzynarodowych projektów w dziedzinie sztuki teatralnej i filmowej.
Każdego roku NATFIZ przyjmuje około 120 studentów, z czego 20 to studenci zagraniczni. NATFIZ angażuje się w wiele międzynarodowych projektów w dziedzinie sztuki teatralnej i filmowej. Od 1982 roku uczelnia jest członkiem CILECT (Międzynarodowego Stowarzyszenia Szkół Filmowych), od 1990 roku jest członkiem ELIA (Europejskiej Ligi Instytutów Sztuki). Od 2008 jest członkiem założycielem ITI UNSECO (Międzynarodowy Instytut Teatralny UNSECO). Nawiązała długoterminowe kontakty z uniwersytetami i akademiami sztuki na całym świecie. NATFIZ jest partnerem w projektach realizowanych w ramach ERASMUS, TEMPUS, SOCRATES i innych programach edukacyjnych.

## Rektorzy
- Dimitar Mitow (1948–1952)
- Ljubomir Tenew (1952–1953)
- Bojan Danowski (1953–1954)
- Dimitar Mitow (1954–1961)
- Zelczo Mandadżjiew (1961–1964)
- Wasil Kolewski (1964–1968)
- Stefan Karakostow (1968–1970)
- Iwan Czipew (1970–1976)
- Krastjo Goranow (1976–1981)
- Nadjeżda Sejkowa (1981–1987)
- Enczo Halaczew (1987–1989)
- Kristo Rukow (1989–2001)
- Zdrawko Mitkow (2001–2003)
- Stanislaw Semerdzjew (2003–2011)
- Lubomir Halatczew (2011–2015)
- Stanislaw Semerdzjew (2015–)[3]

## Struktura
Zaplecze akademickie NATFIZ obejmuje:
- Szkoleniowy Teatr Dramatyczny (od 1957 r.) oraz trzy małe sceny
- Szkoleniowy Teatr Lalkarski (od 1966 r.)
- Szkoleniowy Kompleks Audiowizualny z salami kinowymi i wideo (duża z 80 miejscami i mała z 12 miejscami)
- Centrum Szkoleniowe TC
- Biblioteka Akademicka i Archiwum
- sale taneczne, nowoczesne sale wykładowe, pracownie, laboratoria i profesjonalne zaplecze warsztatowe